# Cassandra Alexandra
Cassandra Alexandra (アレクサンドルカサンドラ, Kasandora Arekusandoru); (griego: Κασσάνδρα Αλεξάνδρα), más conocida como Cassandra, es un personaje ficticio de la saga Soulcalibur. Creada por la división Project Soul de Namco, apareció por primera vez en Soulcalibur II y sus secuelas posteriores, y más tarde apareció en varios materiales promocionales relacionados con la serie.

## Historia
Cassandra es la hermana menor de Sophitia que fue mencionada por primera vez en Soul Edge, después de haber sido testigo del cuerpo inconsciente de su hermana siendo llevado por la Kunoichi Taki después de su búsqueda para destruir la espada maldita, Soul Edge. Tres años después, escuchó que su hermana se había ido a otro viaje para destruir Soul Edge en Soulcalibur. A diferencia de su hermana, cuyas habilidades se originan en sus armas y el dios Hefesto, Cassandra no es tan humilde y no puede escucharlo, confiando en su propia fuerza.
Cuatro años después, en el momento de Soulcalibur II, la joven de 21 años de edad Cassandra visitó la casa de su hermana para encontrar que los hijos de Sophitia Patroklos y Pyrrha luchaban por un fragmento de Soul Edge que el marido de Sophitia, Rothion había encontrado y que Sophitia Estaba muy aterrorizado por el incidente. Ella agarró el fragmento y rápidamente fue al Santuario de Eurydice con ira para maldecir a Hefesto por poner en peligro a su hermana. Cassandra robó la espada sagrada Omega de Sophitia después de ver que reaccionó con el fragmento y decidió emprender un viaje para destruir Soul Edge en lugar de su hermana, ya que para entonces ya tenía una familia.
Cassandra continuó su búsqueda en Soulcalibur III, regresando brevemente a Grecia para pedirle a Rothion que forje sus nuevas armas después de que la espada Omega se rompiera después de una escaramuza en una ciudad corrupta. Él le dijo que Sophitia había ido a destruir Soul Edge sola, por lo que Cassandra fue rápidamente a buscar y reunirse con su hermana después de recibir las armas. Ella visitó la ciudad a la que fue antes, donde conoció a un hombre llamado Raphael Sorel que le robó su fragmento de Soul Edge y antes de partir, él le dijo que si bien ella tiene el poder de disipar el mal, no era tan fuerte como la "Piedra Sagrada". Después de escuchar rumores en la ciudad cuya gente del pueblo había recuperado la cordura sobre un hombre con una gran masa de cristal en su camino a Ostrheinsburg, Cassandra razonó que él llevó la Piedra Sagrada para luchar contra algún mal allí que ella pensó que era Soul Edge y decidió seguirlo.
Cassandra no apareció en Soulcalibur V, aunque fue mencionada en el libro de arte oficial del juego, que afirmaba que en la conclusión de Soulcalibur IV, llegó al castillo de Ostrheinsburg para encontrar que su hermana había prometido su servicio a Soul Edge para salvar a su hija Pyrrha, que tiene que confiar en Soul Edge para vivir. Sophitia logró dejar a Cassandra inconsciente de un solo golpe. Cuando despertó, descubrió que todo el castillo había comenzado a desintegrarse en el Caos Astral. Cassandra encontró el cuerpo inconsciente de Sophitia en una habitación, pero cuando se acercó a ella, Cassandra fue absorbida por el Caos Astral cuando el castillo volvió a la normalidad'
Soulcalibur VI , ambientado en una línea de tiempo alternativa, presentó a Cassandra como el último personaje de la temporada 1.En su Story Mode, Cassandra dirigía la panadería familiar junto a Lucius mientras intentaba cubrir la ausencia de Sophitia. Se encontró con su yo futuro en la línea de tiempo original y descubrió el trágico destino de su hermana: se sacrificaría quitando el fragmento Soul Edge cerca de su corazón para asegurarse de que Pyrrha pudiera sobrevivir después de que la espada fuera destruida. Como resultado de esta revelación, Cassandra emprendió un viaje para evitar el trágico futuro de Sophitia. Después de la boda entre Rothion y Sophitia, Cassandra recibió la tarea de nombrar a su primer hijo
Spin-off Soul Calibur
Fuera de la serie principal, Cassandra apareció en Soulcalibur: Broken Destiny ' s Gauntlet storyline, una historia paralela no canónica ambientada durante los eventos de Soulcalibur IV , que giraba en torno a Cassandra y su aliada Hilde , que estaba buscando ingredientes para desarrollar una poción. para curar al padre de Hilde. Con este fin, obligó al protagonista a ayudarlos, y luego reclutó a otra persona, Dampierre , después de que Hilde fuera secuestrada brevemente. 
Cassandra también actuó como uno de los dos personajes principales (y el que se usó más prominentemente para la promoción  ) en el juego de cartas para dispositivos móviles Soulcalibur: Unbreakable Soul , junto a Edge Master . En él, Cassandra y Edge Master viajaron para encontrar los fragmentos de Soul Edge.

## Desarrollo & Diseño
Originalmente se suponía que Cassandra reemplazaría a Sophitia en SoulCalibur II ; El creador y entonces productor de la serie, Hiroaki Yotoriyama, dijo en ese momento en 2001: "Queríamos mantener el modelo de Sophitia pero hacerlo lo suficientemente diferente. Sé que los fanáticos de Sophitia podrían comenzar a quejarse, pero creo que Cassandra debería encajar en la serie". Fue diseñada pensando en tener una mayor determinación que Sophitia, con mayores habilidades y destrezas físicas.
Para aumentar el contraste entre los personajes, los artistas conceptuales enfatizaron un vestido y medias para ella en lugar del atuendo tradicional griego. Aunque el resto del equipo inicialmente se mostró escéptico con respecto a las mallas, recibieron calurosamente el modelo terminado y elogiaron mucho la decisión. Varias de las animaciones de Cassandra se hicieron manualmente a mano y se combinaron con las animaciones basadas encaptura de movimiento realizadas anteriormente. Como resultado, el gerente de producción de la serie notó que le daba a algunos de sus movimientos una apariencia incómoda, y sus proporciones parecen diferentes a las de un ser humano. 

### Jugabilidad
Cuando debutó en Soulcalibur II, Cassandra se colocó en el medio entre los personajes más acrobáticos pero menos dañinos como Taki y los pesos pesados más lentos como Mitsurugi, sintiéndose similar al personaje invitado de la versión de GameCube, Link. Según Electronic Gaming Monthly guía del juego Electronic Gaming Monthly, ella es "muy similar a su hermana, pero no muy amigable para los principiantes. Sus ataques son poderosos y bastante rápidos, pero pueden ser difíciles de encadenar. Tiene menos malabares se mueve que Soph". Andrew Alfonso opinó en la guía de GameSpy que "debido a su velocidad, es mejor interpretarla como un personaje ofensivo pesado" y también la destacó por tener "también uno de los mejores movimientos generales del juego" (por su firma atacar Deathfist).  
Fue cambiada radicalmente para Soulcalibur IV.  
En Soulcalibur VI , Cassandra gana un nuevo modo llamado "Fuerza Divina", que aumenta su poder de ataque y le permite realizar movimientos especiales, pero a costa de su defensa.

## Recepción
Jesse Shedeen, de IGN, enumeró a Cassandra como una de las diez mejores luchadoras de la serie en el número ocho en 2008, señalando un gran número de seguidores y admiración por su coraje. GamesRadar clasificó su aparición como invitada en Smash Court Tennis Pro Tournament 2 con Raphael Sorel , Heihachi Mishima y Ling Xiaoyu en el puesto 42 en su lista de cameos de personajes increíbles en 2010, y GameFront clasificó sus pechos como 25 . tetas más grandes en la historia de los videojuegos en 2011. En 2015, WhatCulture la incluyó en su lista de los 30 mejores personajes femeninos de juegos de lucha de todos los tiempos.